# Успение Богородично (Епаноми)
Вижте пояснителната страница за други значения на Успение Богородично.
„Успение на Пресвета Богородица“ (на гръцки: Κοιμήσεως Θεοτόκου) е православна църква в солунското градче Епаноми, Гърция, част от Неакринийската и Каламарийска епархия.
В средата на XIX век, при благоприятните условия след реформите в Османската империя, християнската общност в Епаноми решава да строи втора църква в селището след „Свети Георги“. Според надписа над западния вход църквата е построена в 1865 година.
Храмът има втори олтар, посветен на Свети Димитър. Като цяло копира архитектурата на „Свети Георги“. Представлява трикорабна базилика – архитектурен тип силно разпространен в късните години на османското владичество на Балканите. Размерите му са 29 на 14 m. Изграден е от камък, има дървен покрив първоначално с каменни плочи, а по-късно с европейски керемиди.
Църквата е изписана от представителите на Кулакийската художествена школа Маргаритис Ламбу и племенника му Николаос Константину. На Маргаритис е дело една икона на Света Екатерина от 1838 година. Николаос е автор на царските двери (1865), на една икона с четиримата евангелисти (1867) и на една икона на Архангел Гаврил от протезиса (1868).
Три иконостасни икони в църквата са дело на видния български дебърски майстор Дичо Зограф – две на Христос Пантократор от 1865 година и една Успение Богородично от 1866 година. Според епаномеца Спирос Наку, чийто дядо по майчина линия е бил брат на Дичо Зограф, Дичо се установява в Епаноми с братята си в 1865 година.
В църквата има и една икона от преди построяването ѝ, – Богородица на трон от 1825 година, дело на зографа Анастасиос. Не е известно дали е от стария храм на Епаноми или от друго място.
В края на 1995 година в храма работи и зографът Панайотис Хадзоглу, ученик на известния художник Николаос П. Георгиадис. Художникът се установява в Епаноми и поема цялата църква „Света Богородица“, както и църквата „Свети Аргирий“. Негово дело са владишкият трон, амвонът и балдахинът на олтара.
- Царските двери, Николаос Константину, 1865 г.
- „Успение Богородично“, Дичо Зограф, 1866 г.
- „Успение Богородично“, 1856 г.